# Apomastus
Apomastus là một chi nhện trong họ Euctenizidae.

## Các loài
Het geslacht kent de volgende soorten:
- Apomastus kristenae Bond, 2004
- Apomastus schlingeri Bond & Opell, 2002